# Орангутани
Орангутани (лат. Pongo) су род великих човеколиких мајмуна познати по својој интелигенцији, дугачким рукама и риђем крзну. Пореклом са Индонезије и Малезије, настањују једино прашуме острва Борнео и Суматре иако су нађени фосили са Јаве, у Вијетнаму и Кини. Постоје три живеће врсте из рода Pongo и потпородице Ponginae.

## Име
Реч орангутан долази од речи малајског и индонежанског језика orang што значи „особа, човек“ и hutan што значи „шума“, према томе orang hutan значи „шумски човек“. Локално малајско становништво орангутане назива Maias и mawas.
Реч је први пут потврђена у енглеском језику 1691. године у облику orang-outang.
Име рода Pongo долази из 16. века од стране енглеског морнара Андруа Батела који описује два човеколика створења као Pongo и Engeco на месту код ушћа реке Конго. Данас се верује да је он описивао гориле, док су у 18. веку веровали да су орангутани сви велики мајмуни.

## Одлике
Орангутани проводе највише свог времена на дрвећу,односно у крошњама где се паре,хране и спавају. Само мужјаци повремено силазе на тло у потрази за плодовима и другом храном. Сваке ноћи орангутани праве гнездо од лишћа и грања у коме ће спавати. Мање су друштвени од других мајмуна, а мужјаци и женке се састају само приликом парења,док се адолесцентне женке некад заједно крећу кроз шуму и 2-3 дана. Мајке остају с младунчетом док оно не напуни шест до седам година.
Полни диморфизам је присутан код орангутана: женке су висине од 1,3 m и тежине око 45 килограма, док зрели одрасли мужјаци могу бити 1,8 m високи и тешки преко 118 килограма. Одрасли мужјаци имају упадљиве велике образе и дужу длаку. Објављују свој положај отегнутим рикањем. Својим дугим ногама са распоном до 2,2 m и стопалима којима може да се држи за гране,одлично је прилагођен животу у крошњама. Ноге су му врло савитљиве,а корен шаке,стопала,кукови и рамени зглобови могу да се окрећу у свим правцима.

## Понашање

### Животни простор
За разлику од осталих великих мајмуна, орангутани су најчешће као самотњаци у крошњама дрвећа у кишним шумама, где проводе највећи део дана. Највећи су становници дрвећа међу нелетећим сисарима. Могу се наћи и у мочварним шумама обалних подручја као и у шумама брдовитих подручја до 1.500 m надморске висине.
Орангутани су дневне животиње, а за ноћ граде гнезда у крошњи дрвећа од грана и лишћа. И то обично сваке ноћи граде ново гнездо, а веома ретко поново користе исто. На тло силазе само ако нема начина да преко крошања доспеју на друго стабло. Тлом се крећу на сва четири екстремитета, када су веома опрезни и плашљиви. По крошњама дрвећа се пењу, ходају или се пребацују с гране на грану, хватајући се својим дугим рукама. Покрети су им спорији него, на пример, гибонски. Од кише и подневног сунца склањају се под велике листове, које обично и сами беру и држе над главом.
Орангутани комуницирају различитим звуковима. Мужјаци се дуго оглашавају како би привукли женке и представили се као опомену другим мужјацима. Припадници оба пола покушавају да застраше суседе низом ниских грлених звукова познатих као колективна „котрљајућа галама” (која се редом  преноси од једног до другог до границе територије и даље). Када су изнервирани, орангутани усисају ваздух кроз напућене усне, што је ствара звук који је познат као „пољубац вриском”. Када је узнемирена, дојенчад се оглашава меким сиренама.

## Исхрана
Плодови су омиљена храна орангутана,али они једу и друге делове биљака, мед, јаја и друге мале животиње попут гуштера,термита и младих птица.Орангутани припремају храну предњим ногама и зубима,гулећи биљке и плодове како би допрли до њихове сочне унутрашњости.Мајка и њен потомак хране се заједно у шуми,откидајући плодове и лишће са дрвећа.

## Таксономија и филогенетика
Две орангутанске врсте су једини постојећи чланови потфамилија Ponginae. Овај потфамилија обухвата и изумрле родове Lufengpithecus, који је живео у јужној Кини и Тајланду, пре 2-8  милиона година и Sivapithecus, који је живео у Индији и Пакистану пре од 12,5 до 8,5 милиона година. Ови мајмуни су вероватно живели у сувљим и хладнијим  окружењима наго што су она данашњих орангутана. Верује се да је Khoratpithecus piriyai, који су живео у Тајланду, пре 5-7 милиона година, био најближи познати рођак орангутана. Највећи познати примат, био је Gigantopithecus, такође представник потпородице Ponginae. Живио је у Кини, Индији и Вијетнаму од пре 5 милиона до 100 хиљада година.
У суперфамилији Hominoidea, гибони су дивергирали током раног миоцена (пре о око 19.7 до 24,1 милиона година (према доказима молекулског сата), а орангутани су се одвојили од лозе афричких великих мајмуна пре око 15.7 до 19,3 милиона година.
|  | \| \| humans (genus Homo) \| \| \| \| \| \| chimpanzees (genus Pan) \| \| \| \| |
|  |                                                                                 |
|  | gorillas (genus Gorilla)                                                        |
|  |                                                                                 |
|  | humans (genus Homo)                                                             |
|  |                                                                                 |
|  | chimpanzees (genus Pan)                                                         |
|  |                                                                                 |

|  | humans (genus Homo)     |
|  |                         |
|  | chimpanzees (genus Pan) |
|  |                         |

|  | \| \| humans (genus Homo) \| \| \| \| \| \| chimpanzees (genus Pan) \| \| \| \| |
|  |                                                                                 |
|  | gorillas (genus Gorilla)                                                        |
|  |                                                                                 |
|  | humans (genus Homo)                                                             |
|  |                                                                                 |
|  | chimpanzees (genus Pan)                                                         |
|  |                                                                                 |

|  | humans (genus Homo)     |
|  |                         |
|  | chimpanzees (genus Pan) |
|  |                         |

|  | \| \| humans (genus Homo) \| \| \| \| \| \| chimpanzees (genus Pan) \| \| \| \| |
|  |                                                                                 |
|  | gorillas (genus Gorilla)                                                        |
|  |                                                                                 |
|  | humans (genus Homo)                                                             |
|  |                                                                                 |
|  | chimpanzees (genus Pan)                                                         |
|  |                                                                                 |

|  | humans (genus Homo)     |
|  |                         |
|  | chimpanzees (genus Pan) |
|  |                         |

|  | \| \| humans (genus Homo) \| \| \| \| \| \| chimpanzees (genus Pan) \| \| \| \| |
|  |                                                                                 |
|  | gorillas (genus Gorilla)                                                        |
|  |                                                                                 |
|  | humans (genus Homo)                                                             |
|  |                                                                                 |
|  | chimpanzees (genus Pan)                                                         |
|  |                                                                                 |

|  | humans (genus Homo)     |
|  |                         |
|  | chimpanzees (genus Pan) |
|  |                         |

|  | \| \| humans (genus Homo) \| \| \| \| \| \| chimpanzees (genus Pan) \| \| \| \| |
|  |                                                                                 |
|  | gorillas (genus Gorilla)                                                        |
|  |                                                                                 |
|  | humans (genus Homo)                                                             |
|  |                                                                                 |
|  | chimpanzees (genus Pan)                                                         |
|  |                                                                                 |

|  | humans (genus Homo)     |
|  |                         |
|  | chimpanzees (genus Pan) |
|  |                         |

|  | \| \| humans (genus Homo) \| \| \| \| \| \| chimpanzees (genus Pan) \| \| \| \| |
|  |                                                                                 |
|  | gorillas (genus Gorilla)                                                        |
|  |                                                                                 |
|  | humans (genus Homo)                                                             |
|  |                                                                                 |
|  | chimpanzees (genus Pan)                                                         |
|  |                                                                                 |

|  | humans (genus Homo)     |
|  |                         |
|  | chimpanzees (genus Pan) |
|  |                         |

|  | \| \| humans (genus Homo) \| \| \| \| \| \| chimpanzees (genus Pan) \| \| \| \| |
|  |                                                                                 |
|  | gorillas (genus Gorilla)                                                        |
|  |                                                                                 |
|  | humans (genus Homo)                                                             |
|  |                                                                                 |
|  | chimpanzees (genus Pan)                                                         |
|  |                                                                                 |

|  | humans (genus Homo)     |
|  |                         |
|  | chimpanzees (genus Pan) |
|  |                         |

|  | \| \| humans (genus Homo) \| \| \| \| \| \| chimpanzees (genus Pan) \| \| \| \| |
|  |                                                                                 |
|  | gorillas (genus Gorilla)                                                        |
|  |                                                                                 |
|  | humans (genus Homo)                                                             |
|  |                                                                                 |
|  | chimpanzees (genus Pan)                                                         |
|  |                                                                                 |

|  | humans (genus Homo)     |
|  |                         |
|  | chimpanzees (genus Pan) |
|  |                         |

Популације на два острва су класификоване као подврсте,  до 1996. Године. Тада су уздигнуте на статус врсте, а три различите популације на Борнеу су подигнуте на ранг подврста. Популација која се тренутно наводи као P.  wurmbii може бити ближе Суматраском орангутану од осталих борнејских подврста орангутана. Ако се потврди да је P. abelii у ствари подврста P.  wurmbii (Tiedeman, 1808), врсте P. pygmaeus, што није утврђено изван сумње, може бити да је то популација која је наведена као P. wurmbii (у том случају P. wurmbii ће бити млађи синоним за P. pygmaeus, док се једно од имена засад сматра млађим синонимом за P. pygmaeus, који ће имати предност за северозападни борнеански таксон).
Осим тога, познати су фосили који је описан под називом Pongo hooijeri (пронађени у Вијетнаму), и вишеструке фосилне подврсте, које су описане из више делова југоисточне Азије. Није јасно да ли потпадају у P. pygmaeus или P. abelii или, у ствари, представљају различите врсте.

### Геномика
Геном суматранског орангутана је секвенциран у јануару 2011. Након човека и обичног чимпанзе, суматрански орангутан је постао трећа врста хоминида чији је геном секвенциран. Затим је секвенциран и геном борнејске врсте орангутана.
Анализом генетичке разноликости утврђено је да је она мања код боорнеанског орангутана (P. pygmaeus) него у оних са Суматре (P. abelii), без обзира на чињеницу да на Борнеу има 6-7 пута више орангутана него на Суматри. Геномске релације су показале да су се ове две врсте разишле пре око 400.000, више него што се недавно и раније мислило. Такође, секвенцирање орангутанског генома је показало да је много спорије еволуирао него код од шимпанзи и људске ДНК.
Раније је било процењено да су се ове врсте међусобно филогенетски разишле пре 2.9 до 4,9 милиона година. Истраживачи се надају да ће ови подаци помоћи конзервацији и очувању угрожених мајмуна и битно помоћи бољем разумевању болести човека.
Борнејски орангутани имају 2n=48 хромозома у диплоидној хромозомској гарнитури.

## Врсте

### Борнејски орангутан
Борнејски орангутан (лат. Pongo pygmaeus) је незнатно већи од суматранског, а такође је и чешћи. У дивљини живи око 45.000 јединки. Животни век им је око 35 до 40 година у дивљини, док у заробљеништву могу да живе и до 60 година. Бебе остају с мајкама док не напуне 8 или 9 година. Орангутани имају дугачко детињство у поређењу с другим мајмунима. Води више усамљенички живот од суматранског рођака и чешће путује по земљи. То је због тога што нема природних непријатеља, док на Суматри живи суматрански тигар.

### Суматрански орангутан
Суматрански орангутан (лат. Pongo abelii) је ређа врста од две врсте орангутана. Ендемска је врста, што значи да живи само на индонежанском острву Суматри. Ови орангутани расту до 1,4 m и мужјаци су тешки око 70 килограма. У дивљини може доживети 35-40, док у заробљеништву 60 година. Ови мајмуни користе оруђе, као гранчице, да би дошли до хране. Такође, користе велики лист као кишобран током честих прашумских киша. У дивљини их је остало само око 7.500 јединки.

## Статус
Борнејски орангутан је угрожена животињска врста, док је суматрански орангутан критично угрожена врста према IUCN Црвеној листи сисара. Обе врсте су сврстане у Апендикс I Вашингтонског споразума о заштити врста. Популација борнејског орангутана у дивљини броји око 50.000 јединки, а суматранског само 7.000—7.500 јединки. Орангутан је национална животињска врста у малезијској држави Сабах.
У последњих десет и више година, уништавање природног станишта орангутана је проузроковала сеча шума, копање рудника и шумски пожари. Такође, томе је допринело и нелегално претварање огромних тропских шума у плантаже палминог уља. Поједини научници верују да ће стални пораст ових плантажа довести до истребљења орангутана до 2012. године. Ловокрадице убијају мајке да би украли бебе орангутана и користили их као кућне љубимце.

## Занимљивости
- О орангутанима је писао још римски писац Плиније. Описао их је као веома зле животиње, сличне човеку. Ходају час на две, час на четири ноге. Пошто су веома брзе, тврдио је да се могу ухватити само онда када остаре или се разболе.